# Sergio Herrera Pirón
Sergio Herrera Pirón (Miranda de Ebro, Burgos, 5 de junio de 1993) es un futbolista español. Su actual equipo es el Club Atlético Osasuna de la Primera División de España.

## Trayectoria
Es un jugador formado en la cantera del Club Deportivo La Charca (2002-2004), Club Deportivo Mirandés (2004-2008) y en edad cadete fichó por las categorías inferiores del Deportivo Alavés. Debutó con el primer equipo babazorro llegando a disputar una eliminatoria de Copa del Rey frente al FC Barcelona el 28 de noviembre de 2012. Más tarde,pasó por el C. D. Laudio en la campaña 13/14 antes de recalar en la S. D. Amorebieta, donde ha cuajado grandes actuaciones que le catapultan a la división de plata, con quien ha disputado 31 partidos en la campaña 15/16.
En 2016, Sergio llega libre a la S. D. Huesca para las siguientes dos temporadas. En un principio, llegaba como portero suplente, pero la lesión de Javi Jiménez le permitió hacerse con la titularidad, y jugar los playoff de ascenso a Primera División. 
El 12 de julio de 2017 es traspasado al C.A. Osasuna por 300.000 € para las 4 siguientes temporadas.
El 20 de mayo de 2018, en el partido correspondiente a la jornada 40 de LaLiga 1|2|3, que enfrentaba al C.D. Numancia y C.A. Osasuna, sufrió la rotura del ligamento cruzado anterior de la rodilla izquierda con lo que tuvo que estar entre 6 y 8 meses de baja.
El 8 de diciembre de 2021, se anunció su renovación hasta el 2026. Su cláusula de rescisión asciende a los 14.000.000€.
El 28 de julio de 2025, firmaba una nueva renovación de contrato, hasta el 30 de junio de 2028 y subiendo su cláusula de rescisión hasta los 20.000.000€.

## Clubes
| Club                  | País   | Liga      | Año       | Partidos | Goles encajados |
| --------------------- | ------ | --------- | --------- | -------- | --------------- |
| D. Alavés "B"         | España | 3.ª       | 2011-2015 | 45       | ¿?              |
| D. Alavés             | España | 2ªB       | 2012-2013 | 2        | 4               |
| C. D. Laudio (cedido) | España | 2ªB       | 2013-2014 | 15       | 22              |
| S. D. Amorebieta      | España | 2ªB       | 2015-2016 | 31       | 35              |
| S. D. Huesca          | España | 2.ª       | 2016-2017 | 43       | 46              |
| C. A. Osasuna         | España | 2.ª y 1.ª | 2017-     | 231      | 289             |

Debut en 1ª División: 10 de noviembre de 2019, Getafe C. F. 0-0 C. A. Osasuna
| Temporadas en 1ª | Partidos en 1ª | Goles encajados en 1ª | Partidos en Copa | Goles encajados en Copa | Internacional |
| ---------------- | -------------- | --------------------- | ---------------- | ----------------------- | ------------- |
| 7                | 175            | 238                   | 12               | 14                      | Ninguna       |